# Spirostreptus nigrolabiatus
Spirostreptus nigrolabiatus är en mångfotingart som beskrevs av Newport 1844. Spirostreptus nigrolabiatus ingår i släktet Spirostreptus och familjen Spirostreptidae. Inga underarter finns listade i Catalogue of Life.